# Nicola Pietrangeli
Nicola "Nicky" Pietrangeli (Tunis, 11 de setembro de 1933) é um ex-tenista italiano nascido na Tunísia. É considerado por muitos como o melhor tenista da história italiana. Pietrangeli disputou quatro finais de simples do Aberto da França, tendo vencido em duas oportunidades (1959 e 1960) e duas finais em duplas, vencendo a edição de 1959 (ao lado de Orlando Sirola) e a de 1958 em duplas mistas, com Shirley Bloomer.
Defendeu a Itália na Copa Davis de 1954 a 1972, sendo o jogador que mais disputou e venceu partidas pelo torneio, tendo disputado 163 partidas (109 simples e 54 duplas), vencendo 120 partidas no total. No único título da equipe italiana, em 1976, era o capitão do time.
Teve seu nome incluso do International Tennis Hall of Fame em 1986. Atualmente, mora em Roma.

## Grand Slam finais

### Simples (2 títulos, 2 vices)
| Resultado | Ano  | Campeonato    | Oponente       | Placar                  |
| --------- | ---- | ------------- | -------------- | ----------------------- |
| Campeão   | 1959 | Roland Garros | Ian Vermaak    | 3–6, 6–3, 6–4, 6–1      |
| Campeão   | 1960 | Roland Garros | Luis Ayala     | 3–6, 6–3, 6–4, 4–6, 6–3 |
| Vice      | 1961 | Roland Garros | Manuel Santana | 6–4, 1–6, 6–3, 0–6, 2–6 |
| Vice      | 1964 | Roland Garros | Manuel Santana | 3–6, 1–6, 6–4, 5–7      |

### Duplas (1 título, 2 vices)
| Resultado | Ano  | Campeonato    | Parceiro       | Oponentes                | Placar             |
| --------- | ---- | ------------- | -------------- | ------------------------ | ------------------ |
| Vice      | 1955 | Roland Garros | Orlando Sirola | Vic Seixas Tony Trabert  | 1–6, 6–4, 2–6, 4–6 |
| Vice      | 1956 | Wimbledon     | Orlando Sirola | Lew Hoad Ken Rosewall    | 5–7, 2–6, 1–6      |
| Campeão   | 1959 | Roland Garros | Orlando Sirola | Roy Emerson Neale Fraser | 6–3, 6–2, 14–12    |

### Duplas Mistas (1 título)
| Resultado | Ano  | Campeonato    | Parceira        | Oponentes                 | Placar   |
| --------- | ---- | ------------- | --------------- | ------------------------- | -------- |
| Campeão   | 1958 | Roland Garros | Shirley Bloomer | Lorraine Coghlan Bob Howe | 8–6, 6–2 |